# Холандија на Светском првенству у атлетици на отвореном 2011.
Холандија је на 13. Светском првенству у атлетици на отвореном 2011. одржаном у Тегу од 27. августа до 4. септембра, учествовала тринаести пут, односно учествовала је на свим првенствима до данас. Репрезентацију Холандије представљало је 17 такмичара (10 мушкараца и 7 жена) који су се такмичили у 11. атлетских дисциплина (6 мушких и 5 женских).,
На овом првенству Холандија није освојила ниједну медаљу, постављена су два национална рекорда, 1 лични и 5 рекорда сезоне. У табели успешности према броју и пласману такмичара који су учествовали у финалним такмичењима (првих 8 такмичара) Холандија је са 1 учесником у финалу делила 55 место са 4 бода.
Најуспешнија такмичарка Холандије била је Дафне Схиперс, која је у дисциплинама трчања 200 м и штафети 4 х 100 м поставила националне рекорде.
| Плас. | Земља     | 1. место | 2. место | 3. место | 4. место | 5. место | 6. место | 7. место | 8. место | Бр. финал. | Бод. |
| ----- | --------- | -------- | -------- | -------- | -------- | -------- | -------- | -------- | -------- | ---------- | ---- |
| =55.  | Холандија | 0        | 0        | 0        | 0        | 1        | 0        | 0        | 0        | 1          | 4    |

## Селекција атлетичара
У припремама за Светско првенство најављено је да ће Холандију представљати тим од 20, који ће предводити спринтер Чуранди Мартина, четврти на 100 метара као представник Холансдских Антила на Летњим олимпијским играма 2008., који је морао да пронађе нови дом због распада Холандских Антила, а одбијање од стране МОК-а да дозволи чланство Курасаа због одлуке да од 1995 чланство је отворено само за суверене земље.
Следећи спортисти су се појавили на прелиминарној листи учешћа,, али не на званичној листи на почетку такмичења, која је закључена са укупно 17. такмичара:
| Легенда: | Укинуте дисциплине | Такмичили се у другој дисциплини |

|                | Дисциплина        | Атлетичари |
| -------------- | ----------------- | ---------- |
| Мушкарци       |                   |            |
| 4 x 100 метара | Mike van Kruchten |            |
| 4 x 100 метара | Чуранди Мартина   |            |
| Жене           |                   |            |
| 4 x 100 метара | Marit Dopheide    |            |
| 4 x 100 метара | Nikki van Leeuwen |            |

## Учесници
| Мушкарци: - Чуранди Мартина — 100 м, 200 м - Брам Сом — 800 м - Брајан Маријано — Штафета 4 х 100 метара - Џелер Фелер — Штафета 4 х 100 метара - Патрик ван Лејк — Штафета 4 х 100 метара - Ђовани Кодрингтон — Штафета 4 х 100 метара - Ерик Каде — Бацање диска - Рутгер Смит — Бацање диска - Елко Синтниколас — Десетобој - Ингмар Вос — Десетобој | Жене: - Дафне Схиперс — 200 м, Штафета 4 х 100 метара - Ивон Хак — 800 м - Кадене Васел — Штафета 4 × 400 метара - Анук Хаген — Штафета 4 х 100 метара - Јамиле Самуел — Штафета 4 х 100 метара - Моника Јенсен — Бацање диска - Ремона Франсен — Седмобој |  |

## Резултати

### Мушкарци
| Атлетичар         | Дисциплина   | Лични рекорд        | Квалификација    | Квалификација    | Група            | Група            | Полуфинале           | Полуфинале       | Финале                | Финале               | Детаљи |
| Атлетичар         | Дисциплина   | Лични рекорд        | Резултат         | Место            | Резултат         | Место            | Резултат             | Место            | Резултат              | Место                | Детаљи |
| ----------------- | ------------ | ------------------- | ---------------- | ---------------- | ---------------- | ---------------- | -------------------- | ---------------- | --------------------- | -------------------- | ------ |
| Чуранди Мартина   | 100 м        | 10,10 (+0,3 м/с) НР | слободан         | слободан         | 10,32            | 3. у гр. 3 КВ    | 10,29                | 6. у пф. 3       | Није се квалификовао  | 18 / 71 (75)         |        |
| Чуранди Мартина   | 200 м        | 20,08               |                  |                  | 20,70            | 5. у гр. 2 кв    | Није стартовао       | Није стартовао   | Није се квалификовао  | Није се квалификовао |        |
| Брам Сом          | 800 м        | 1:43,45 НР          | 1:46,79          | 3. у гр. 4 КВ    | 1:46,69          | 3. у гр. 1       | Није се квалификовао | 17 / 43 (45)     |                       |                      |        |
| Ђовани Кодрингтон | 4 х 100 м    | 38,63 НР            | Дисквалификовани | Дисквалификовани | Дисквалификовани | Дисквалификовани | Дисквалификовани     | Дисквалификовани |                       |                      |        |
| Брајан Маријано   | 4 х 100 м    | 38,63 НР            | Дисквалификовани | Дисквалификовани | Дисквалификовани | Дисквалификовани | Дисквалификовани     | Дисквалификовани |                       |                      |        |
| Џелер Фелер       | 4 х 100 м    | 38,63 НР            | Дисквалификовани | Дисквалификовани | Дисквалификовани | Дисквалификовани | Дисквалификовани     | Дисквалификовани |                       |                      |        |
| Патрик ван Лејк   | 4 х 100 м    | 38,63 НР            | Дисквалификовани | Дисквалификовани | Дисквалификовани | Дисквалификовани | Дисквалификовани     | Дисквалификовани |                       |                      |        |
| Ерик Каде         | Бацање диска | 66,95               | 61,62            | 11. у гр. А      |                  |                  |                      |                  | Нису се квалификовали | 19 / 30 (33)         |        |
| Рутгер Смит       | Бацање диска | 67,77               | 62,12            | 7. у гр. Б       | 15 / 30 (33)     |                  |                      |                  | Нису се квалификовали |                      |        |

#### Десетобој
| Дисциплина    | Елко Синтниколас | Елко Синтниколас | Елко Синтниколас | Елко Синтниколас | Елко Синтниколас | Ингмар Вос | Ингмар Вос | Ингмар Вос | Ингмар Вос | Ингмар Вос |
| Дисциплина    | Резултат         | Бод.             | Плас.            | Укупно           | Плас.            | Резултат   | Бод.       | Плас.      | Укупно     | Плас.      |
| ------------- | ---------------- | ---------------- | ---------------- | ---------------- | ---------------- | ---------- | ---------- | ---------- | ---------- | ---------- |
| 100 м         | 10,76 ЛРС        | 915              | 6                |                  |                  | 10,82 ЛРС  | 901        | 8          |            |            |
| Скок удаљ     | 7,29             | 883              | 15               | 1.798            | 9                | 7,41       | 913        | 8          | 1.814      | 7          |
| Бацање кугле  | 14,13            | 736              | 19               | 2.534            | =7               | 13,86      | 720        | 20         | 2.534      | =7         |
| Скок увис     | 1,93             | 740              | 23               | 3.274            | 13               | НС         | -          | -          | 2.534      |            |
| 400 м         | 48,35 ЛРС        | 892              | 4                | 4.166            | 11               | НС         | -          | -          | 2.534      | ОД         |
| 110 м препоне | 14,42            | 921              | 11               | 5.087            | 10               | -          | -          | -          | -          | -          |
| Бацање диска  | 42,23 ЛРС        | 710              | 20               | 5.797            | 10               | -          | -          | -          | -          | -          |
| Скок мотком   | 5,20             | 910              | 1                | 6.769            | 5                | -          | -          | -          | -          | -          |
| Бацање копља  | 61,07 ЛРС        | 754              | 10               | 7.523            | 6                | -          | -          | -          | -          | -          |
| 1.500 м       | 4:25,40          | 775              | 5                | 8.298            | 5 / 22 (30)      | -          | -          | -          | -          | -          |

### Жене
| Атлетичар     | Дисциплина   | Лични рекорд | Група     | Група         | Полуфинале            | Полуфинале            | Финале                | Финале       | Детаљи |
| Атлетичар     | Дисциплина   | Лични рекорд | Резултат  | Место         | Резултат              | Место                 | Резултат              | Место        | Детаљи |
| ------------- | ------------ | ------------ | --------- | ------------- | --------------------- | --------------------- | --------------------- | ------------ | ------ |
| Дафне Схиперс | 200 м        | 24,21        | 22,69 НР  | 1. у гр. 3 КВ | 22,92                 | 5. у пф. 2            | Није се квалификовала | 9 / 37 (40)  |        |
| Ивон Хак      | 800 м        | 1:58,85      | 2:03,05   | 7. у гр. 1    | Није се квалификовала | Није се квалификовала | Није се квалификовала | 27 / 35 (36) |        |
| Кадене Васел  | 4 х 100 м    | 43,44 НР     | 43,44 =НР | 3. у гр. 3    |                       |                       | Нису се квалификовале | 9 / 17 (21)  |        |
| Дафне Схиперс | 4 х 100 м    | 43,44 НР     | 43,44 =НР | 3. у гр. 3    |                       |                       | Нису се квалификовале | 9 / 17 (21)  |        |
| Анук Хаген    | 4 х 100 м    | 43,44 НР     | 43,44 =НР | 3. у гр. 3    |                       |                       | Нису се квалификовале | 9 / 17 (21)  |        |
| Јамиле Самуел | 4 х 100 м    | 43,44 НР     | 43,44 =НР | 3. у гр. 3    |                       |                       | Нису се квалификовале | 9 / 17 (21)  |        |
| Моника Јенсен | Бацање диска | 62,22        | 58,23     | 7. у гр. Б    | 16 / 23 (24)          |                       | Нису се квалификовале |              |        |

#### Седмобој
| Дисциплина    | Ремона Франсен | Ремона Франсен | Ремона Франсен | Ремона Франсен | Ремона Франсен |
| Дисциплина    | Резултат       | Бод.           | Плас.          | Укупно         | Плас.          |
| ------------- | -------------- | -------------- | -------------- | -------------- | -------------- |
| 100 м препоне | 13,57 ЛР       | 1.040          | 16             |                |                |
| Скок увис     | 1,80           | 978            | =10            | 2.018          | 11             |
| Бацање кугле  | 13,67          | 772            | 16             | 2.790          | 15             |
| 200 м         | 25,17          | 665            | 14             | 3.661          | 14             |
| Скок удаљ     | 6,06           | 868            | 16             | 4.529          | 16             |
| Бацање копља  | 38,03          | 630            | 24             | 5.159          | 20             |
| 800 м         | 2:16,80        | 868            | 18             | 6.027          | 19 / 26 (28)   |